# Quận Dawson, Texas
Quận Dawson (tiếng Anh: Dawson County) là một quận trong tiểu bang Texas, Hoa Kỳ. Quận lỵ đóng ở thành phố Lamesa 6.

## Thông tin nhân khẩu
Theo điều tra dân 2 năm 2000, quận đã có dân số 14.985 người, 4.726 hộ, và 3.501 gia đình sống trong quận. Mật độ dân số là 17 người cho mỗi dặm vuông (6/km ²). Có 5.500 đơn vị nhà ở với mật độ trung bình là 6 mỗi dặm vuông (2/km ²). Thành phần chủng tộc dân cư quận gồm 72,47% người da trắng, 8,66% da đen hay Mỹ gốc Phi, 0,30% người Mỹ bản xứ, 0,25% người châu Á, 16,56% từ các chủng tộc khác, và 1,77% từ hai hoặc nhiều chủng tộc. 48,19% dân số là người Hispanic hay Latino thuộc chủng tộc nào.
Có 4.726 hộ, trong đó 35,10% có trẻ em dưới 18 tuổi sống chung với họ, 59,40% là các cặp vợ chồng sống với nhau, 11,00% có chủ hộ là nữ không có mặt chồng, và 25,90% là không lập gia đình. 23,90% của tất cả các hộ gia đình đã được tạo thành từ các cá nhân và 13,30% có người sống một mình 65 tuổi trở lên đã được người. Bình quân mỗi hộ là 2,69 và cỡ gia đình trung bình là 3,20.
Trong quận, cơ cấu độ tuổi dân cư quận với 25,60% ở độ tuổi dưới 18, 8,90% 18-24, 30,70% 25-44, 20,50% 45-64, và 14,30% người 65 tuổi trở lên. Tuổi trung bình là 36 năm. Cứ mỗi 100 nữ có 124,30 nam giới. Cứ mỗi 100 nữ 18 tuổi trở lên, đã có 129,90 nam giới.
Thu nhập trung bình cho một hộ gia đình trong quận đã được $ 28.211, và thu nhập trung bình cho một gia đình là $ 32,745. Nam giới có thu nhập trung bình $ 27.259 so với 16.739 $ cho phái nữ. Thu nhập trên đầu cho các quận được $ 15,011. Giới 16,40% gia đình và 19,70% dân số sống dưới mức nghèo khổ, trong đó có 29,20% những người dưới 18 tuổi và 12,80% có độ tuổi từ 65 trở lên.